# 1351
1351 (MCCCLI) je bilo navadno leto, ki se je po julijanskem koledarju začelo na soboto.

## Dogodki

### EpidemijaČrne smrti
- 9. februar - Angleški kralj Edvard III. spravi skozi Parlament še en delavski statut, s katerim hoče fiksirati ceno delovne sile, ki je drastično porasla po zadnji epidemiji kuge in sprožila vrtoglavo inflacijo. Zakon ponovno ne doseže želenega učinka.
- Kuga se širi iz smeri Baltika po severnozahodni Rusiji. Poljski v veliki meri prizanese.
- Najmanj tretjina kmetijskih površin v Nemčiji ostane neobdelanih.
- Kuga opustoši Jemen.
- Kuga ponovno izbruhne na Kitajskem, tokrat v še hujšem izbruhu kot takrat v 30-ih, ko se je začela širiti po Svilni cesti proti zahodu. Ocenjeno je, da je v letih 1351-54 v provincah ov Rumeni reki (Hebei, Shanxi) pogubila med 50 do 90% prebivalstva, kar je več deset milijonov prebivalcev.

### Japonska
- februar - Uporniki Severnega dvora pod vodstvom Ašikage Tadajošija in vojska Južnega dvora pod vodstvom cesarja Go-Murakamija zasedejo prestolnico Severnega dvora[1] Kjoto.
- 13. februar - Sepuku je prisiljen storiti general Severnega dvora Ko Morofuju, ki je branil bivšo prestolnico Kamakuro.
- 25. marec - Brata[2] Ko Moronao, ki mu je Ašikaga Takaudži zaupal namestniška pooblastila, in Ko Morojasu se predata upornikom in vojski Južnega dvora v zameno za umik iz politike ter pomenišenje. Na poti nazaj v Kjoto ju iz zasede preseneti sovražni klan Uesugi in ju pobije skupaj z večino klana.
- 26. november - Severni dvor: proticesar oziroma pretendent Severnega dvora Suko je prisiljen abdicirati. Šogun Ašikaga Tadajoši si namreč prizadeva za sklenitev miru z Južnim dvorom, zato mu je marionetni cesar nepotreben. 1352 ↔

### Ostalo
- 23. marec - Koreja: umrlega korejskega kralja Čungdžeonga nasledi njegov stric Gongmin, ki začne postopoma izrinjati Mongole[3] iz Koreje.
- 26. marec - Viteški turnir trideseterice[4]: angleški kralj Edvard III., ki zastopa hišo Montforških, in francoski kralj Ivan II., ki zastopa hišo Bloiških, izbereta za razplet bretonske nasledstvene vojne najcenejšo možno rešitev. Skupaj organizirata viteški turnir in vsak zase pošljeta v boj 30 vitezov in njihovih oporod[5]. Namesto individualnih dvobojev se na bojišču sporazumejo za skupinsko bitko brez uporabe konj. Bitka traja več ur in do konca izčrpa obe strani, nazadnje pa jo odloči en od francoskih oporod Guillaume de Montauban, ki s prebojem na konju razbije utrjeno angleško formacijo in si podvrže sedem še agilnih angleških vitezov. Po koncu bitke ni viteza ali oporode, ki ne bi bil resneje ranjen, Francozi imajo 6, Angleži 9 mrtvih, Bretanija pa končno pripade Franciji, kar pa ne zaustavi Angležev, da ne bi Francozom zaradi uporabe konja očitali goljufijo.
- 20. marec - Že na smrtni postelji je delhijski sultan Muhamad bin Tugluk priča razpadanju še pred desetletjem mogočnega imperija, ki ga je razširil skoraj čez celotno Indijo. Hindujska in muslimanska kraljestva indijske podceline se druga za drugo osvobajajo delhijske nadoblasti. Kar ostane njegovemu nasledniku in sinu Firuzu Šahu Tugluku je ponovno mestna država Delhi.
- 8. april - Bitka pri Taillebourgu, Gaskonja: potem ko se Francozi in Angleži pobirajo po epidemiji kuge, orožje ponovno zarožlja na meji med angleško Gaskonjo in Francijo. V manjšem spopadu Angleži preženejo Francoze. Povod za obnovitev stoletne vojne.
- 1. maj - Zürich se kot četrti kanton pridruži Švicarski konfederaciji treh prakantonov.[6] 1352 ↔
- 24. maj - Odstavljeni marinidski sultan Abu al-Hasan Ali ibn Usman umre osamljen v izgnanstvu nekje v gorovju Atlas. Aktualni sultan in sin Abu Inan Faris, ki je očeta več let preganjal, priredi večdnevno žalovanje.
- maj - Konstantinopel: drugi hezihastični koncil, na katerem so nasprotniki obsodili atoškega meniha Gragorija Palamo prikritega bogomilstva, se konča s triumfom Palame. Njegovi nasprotniki postanejo žrtve preganjanj in izobčenj. Glavni tožitelj Baarlam iz Kalabrije se je že pred časom vrnil nazaj v katolištvo, zato ni prisoten na koncilu.
- 3. junij - Umrlega vladarja Verone Mastina II. della Scalo nasledi sovladar in brat Alberto II. della Scala, ki vlada vi imenu Mastinovih sinov.
- 15. avgust - Potem ko se je madžarski kralj Ludvik I. vrnil iz neapeljske kampanje, oblikuje zavezništvo s poljskim kraljem Kazimirjem III. proti poganskim Litvancem, ki so rovarili na mejah. Skupaj si omenjenega dne podredita litvanskega velikega kneza Kęstutisa, ki obljubi, da se bo spreobrnil v krščanstvo, a se mu nekako uspe izmotati in izgnati Madžare s Poljaki iz Litve. Istega leta Ludvik I. sklene mirovni sporazum z neapeljsko kraljico Ivano I. 1352 ↔
- 6. november - Francoski kralj Ivan II. ustanovi po vzoru angleškega reda podvezice nov elitni viteški Red zvezde. 1352 ↔
- 11. december - Madžarski kralj Ludvik I. skliče zbor stanov, na katerem potrdi Zlato bulo iz leta 1222. Izjemoma uvede novo določilo, da kadar plemič umre brez naslednikov in je brez ožjih sorodnikov, takrat fevdi umrlega pripadejo kroni.

- Umrlega krškega škofa Ulrika II. iz Wildhausa nasledi Pavel iz Jägerndorfa.
- Bavarski vojvoda iz hiše Wittelsbaških Ludvik V. Bavarski prenese brandenburško marko in s tem pripadajočo elektorsko pravico na mlajša polbrata Ludvika Rimljana (II.) in Otona (VII.)
- Umrlega velikega mojstra vitezov križnikov Heinricha Dusemerja nasledi Winrich von Kniprode, 22. veliki mojster vitezov križnikov po seznamu.
- Italija: milanski nadškof in de facto vladar Milana Giovanni Visconti začne z nenapovedano vojno proti Florentinski republiki. Popoln fiasko florentinskih obveščevalcev se kaže v opustošenem toskanskem podeželju, k čemur prispevajo še tamkajšnji vladajočim gvelfom sovražni gibelini.
- Kastilija: revanšistična kraljica-vdova Marija Portugalska ukaže usmrtiti ljubico umrlega soproga Eleanoro Guzman, ki ima iz razmerja s kraljem deset otrok, vključno z najstarejšim Henrikom II.. Nezakonita usmrtitev ustvari razkol na kastiljskem dvoru, saj del dvorjanov zapusti novega kralja Petra in se pridruži Henriku. 1352 ↔
- Vstaja Rdečih tubanov, Kitajska: začetek oboroženega upora Han Kitajcev proti mongolski eliti dinastije Yuan. Vzroki za upor so slabo upravljanje omenjene dinastije in številne naravne katastrofe. Upor se organizira znotraj periferne budistično-manihejske ločine Belega Lotusa. To leto namreč ponovno popustijo nasipi na Rumeni reki, kar se konča s katastrofo. 1352 ↔
- Tajska: Ramathibodi I.[7] odcepi južni del Tajske od severnega Kraljestva Suhotaj in osnuje svoje Kraljestvo Ajutthaja. V Evropi postane kasneje znano kot Siam.
- Potovanja maroškega popotnika Ibn Batute: po vrnitvi iz Andaluzije se ibn Batuta na jesen tega leta odpravi zadnje potovanje, ki ga vodi v podsaharsko Afriko. V maroškem mestu Sidžilmasa na robu Sahare najame karavano in organizira priprave. 1352 ↔

## Rojstva
- 16. oktober - Gian Galeazzo Visconti, milanski vojvoda († 1402)
- 1. november - Leopold III. Habsburški, avstrijski, štajerski, koroški in kranjski vojvoda, tirolski grof († 1386)

Neznan datum
- Jošt Luksemburški, moravski mejni grof, brandenburški mejni grof, luksemburški vojvoda, nemški kralj († 1411)
- Margareta I. Danska. kraljica Danske, Norveške in Švedske († 1412)
- Peter d'Ailly, francoski kardinal, teolog in astrolog († 1420)

## Smrti
- 13. februar - Ko Morofuju, japonski general
- 20. marec - Muhamad bin Tugluk, delhijski sultan
- 23. marec - Čungdžeong, korejski kralj (* 1338)
- 25. marec - Ko Moronao in Ko Morojasu, japonski generala Severnega dvora, brata
- 24. maj - Abu al-Hasan Ali ibn Usman, marinidski sultan
- 3. junij - Mastino II. della Scala, vladar Verone (* 1308)
- 20. junij - Margareta Ebner, nemška redovnica, mističarka (* 1291)
- 20. oktober - Muso Soseki, japonski zen budistični menih, kaligraf, pesnik in estetik (* 1275)
- 15. november - Ivana Pfirtška, avstrijska vojvodinja (* 1300)

Neznan datum
- Eleanora Guzman, kastiljska plemkinja, ljubica kralja Alfonza XI. (* 1310)
- Heinrich Dusemer, 21. veliki mojster vitezov križnikov
- Ulrik II. iz Wildhausa, krški škof